# Lygodium kerstenii
Lygodium kerstenii är en ormbunkeart som beskrevs av Oskar Kuhn. Lygodium kerstenii ingår i släktet Lygodium och familjen Lygodiaceae. Inga underarter finns listade.